# Vuelta a Andalucía 1997
La Vuelta a Andalucía 1997,
quarantatreesima edizione della corsa ciclistica, si svolse dal 16 al 20 febbraio 1997 su un percorso di 721 km ripartiti in 5 tappe. Fu vinta dal tedesco Erik Zabel della Team Deutsche Telekom davanti al belga Johan Museeuw e allo spagnolo David Etxebarria Alkorta.

## Tappe
| Tappa  | Data        | Percorso                    | km    | Vincitore di tappa | Leader cl. generale |
| ------ | ----------- | --------------------------- | ----- | ------------------ | ------------------- |
| 1ª     | 16 febbraio | Siviglia > Siviglia         | 119.4 | Erik Zabel         | Erik Zabel          |
| 2ª     | 17 febbraio | La Rinconada > Puente Genil | 160.2 | Johan Museeuw      | Erik Zabel          |
| 3ª     | 18 febbraio | Lucena > Jaén               | 158.9 | Ginés Salmerón     | Erik Zabel          |
| 4ª     | 19 febbraio | Cabra > Malaga              | 175.9 | Johan Museeuw      | Erik Zabel          |
| 5ª     | 20 febbraio | Torrox Costa > Granada      | 106.8 | Johan Museeuw      | Erik Zabel          |
| Totale | Totale      | Totale                      | 721   |                    |                     |

## Dettagli delle tappe

### 1ª tappa
- 16 febbraio: Siviglia > Siviglia – 119,4 km

| Pos. | Corridore     | Squadra | Tempo    |
| ---- | ------------- | ------- | -------- |
| 1    | Erik Zabel    | Telekom | 2h45'11" |
| 2    | Jo Planckaert | Lotto   | s.t.     |
| 3    | Ángel Edo     | Kelme   | s.t.     |

| Pos. | Corridore     | Squadra | Tempo    |
| ---- | ------------- | ------- | -------- |
| 1    | Erik Zabel    | Telekom | 2h45'11" |
| 2    | Jo Planckaert | Lotto   | s.t.     |
| 3    | Ángel Edo     | Kelme   | s.t.     |

### 2ª tappa
- 17 febbraio: La Rinconada > Puente Genil – 160,2 km

| Pos. | Corridore          | Squadra   | Tempo    |
| ---- | ------------------ | --------- | -------- |
| 1    | Johan Museeuw      | Mapei-GB  | 4h22'55" |
| 2    | Erik Zabel         | Telekom   | s.t.     |
| 3    | Viatcheslav Ekimov | US Postal | s.t.     |

| Pos. | Corridore         | Squadra      | Tempo    |
| ---- | ----------------- | ------------ | -------- |
| 1    | Erik Zabel        | Telekom      | 7h05'07" |
| 2    | Jo Planckaert     | Lotto        | s.t.     |
| 3    | Serguei Smetanine | Deportpublic | s.t.     |

### 3ª tappa
- 18 febbraio: Lucena > Jaén – 158,9 km

| Pos. | Corridore      | Squadra     | Tempo    |
| ---- | -------------- | ----------- | -------- |
| 1    | Ginés Salmerón | Saeco-Estro | 4h15'16" |
| 2    | Erik Zabel     | Telekom     | a 9"     |
| 3    | Johan Museeuw  | Mapei-GB    | s.t.     |

| Pos. | Corridore         | Squadra     | Tempo     |
| ---- | ----------------- | ----------- | --------- |
| 1    | Erik Zabel        | Telekom     | 11h23'32" |
| 2    | Johan Museeuw     | Mapei-GB    | s.t.      |
| 3    | Angelo Canzonieri | Saeco-Estro | s.t.      |

### 4ª tappa
- 19 febbraio: Cabra > Malaga – 175,9 km

| Pos. | Corridore                | Squadra  | Tempo    |
| ---- | ------------------------ | -------- | -------- |
| 1    | Johan Museeuw            | Mapei-GB | 4h23'41" |
| 2    | Erik Zabel               | Telekom  | s.t.     |
| 3    | David Etxebarria Alkorta | ONCE     | s.t.     |

| Pos. | Corridore  | Squadra | Tempo     |
| ---- | ---------- | ------- | --------- |
| 1    | Erik Zabel | Telekom | 15h47'13" |

### 5ª tappa
- 20 febbraio: Torrox Costa > Granada – 106,8 km

| Pos. | Corridore     | Squadra  | Tempo    |
| ---- | ------------- | -------- | -------- |
| 1    | Johan Museeuw | Mapei-GB | 2h43'20" |
| 2    | Erik Zabel    | Telekom  | s.t.     |
| 3    | Ángel Edo     | Kelme    | s.t.     |

| Pos. | Corridore                | Squadra  | Tempo     |
| ---- | ------------------------ | -------- | --------- |
| 1    | Erik Zabel               | Telekom  | 18h30'33" |
| 2    | Johan Museeuw            | Mapei-GB | s.t.      |
| 3    | David Etxebarria Alkorta | ONCE     | s.t.      |

## Classifiche finali

### Classifica generale
| Pos. | Corridore          | Squadra               | Tempo     |
| ---- | ------------------ | --------------------- | --------- |
| 1    | Erik Zabel         | Team Deutsche Telekom | 18h30'33" |
| 2    | Johan Museeuw      | Mapei-GB              | s.t.      |
| 3    | David Etxebarria   | ONCE                  | s.t.      |
| 4    | Angelo Canzonieri  | Saeco-Estro           | s.t.      |
| 5    | Bingen Fernández   | Euskadi               | s.t.      |
| 6    | Wilfried Peeters   | Mapei-GB              | s.t.      |
| 7    | Miguel Ángel Peña  | Banesto               | s.t.      |
| 8    | Manuel Beltrán     | Banesto               | a 17"     |
| 9    | Santos González    | Kelme                 | a 41"     |
| 10   | Viatcheslav Ekimov | US Postal             | a 47"     |